# Creel
Creel est un village de la municipalité de Bocoyna de l’État de Chihuahua au Mexique, peuplée d’environ 5 338 habitants.

## Tourisme
Le village obtient en 2022 le label Meilleurs villages touristiques de l'Organisation mondiale du tourisme.